# Плащаница

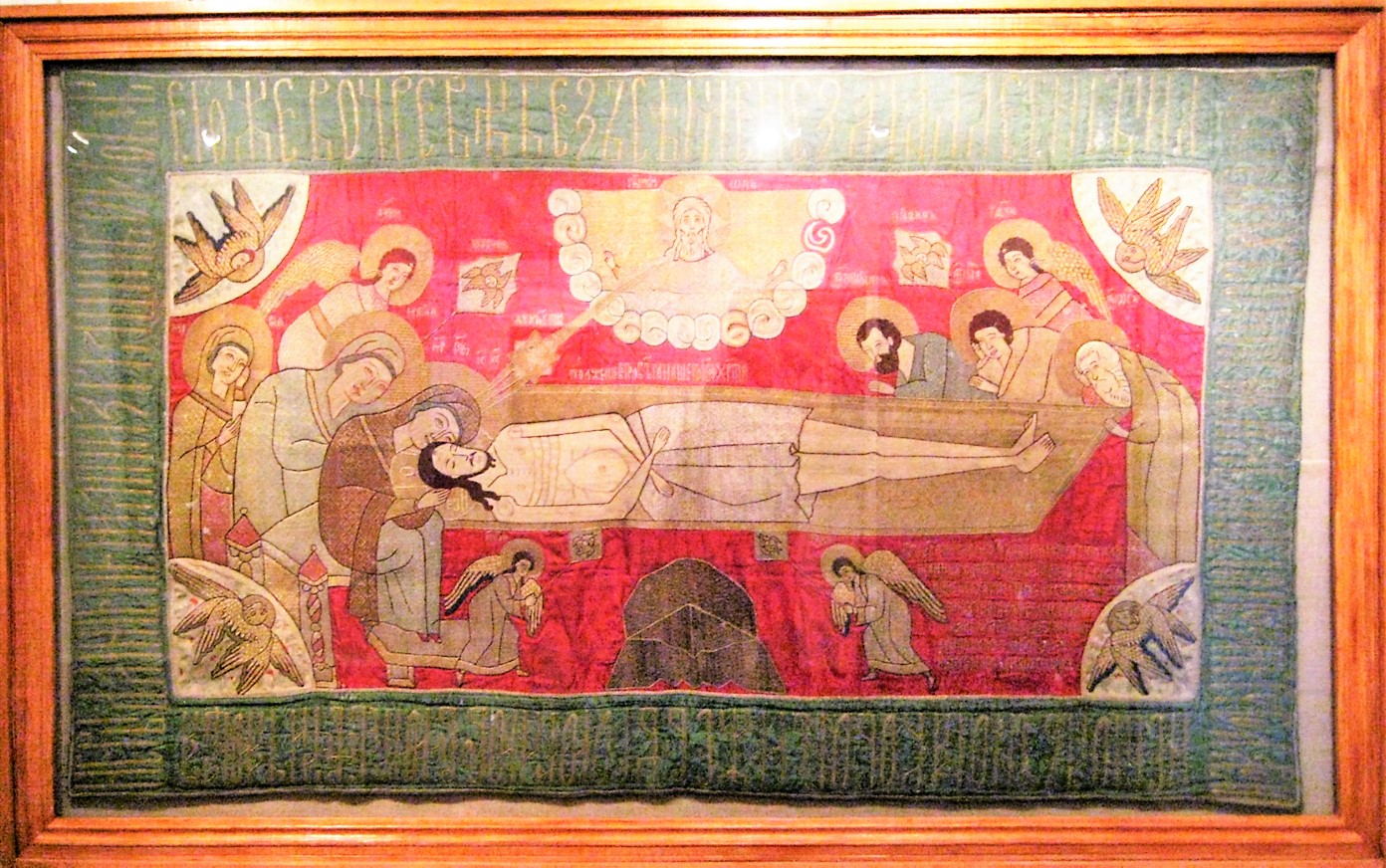
Плащаница. Нижний Новгород, XVII век.
Нижегородский государственный художественный музей

Плащани́ца (греч. επιτάφιος от ἐπί- «на, сверх-» + τάφος «могила») — плат большого размера с вышитым или живописным изображением лежащего во гробе Иисуса Христа или усопшей Богородицы.
Плащаница употребляется в Православной церкви во время богослужения Великой пятницы и Великой субботы (с изображением Иисуса Христа), а также в богослужении Успения (с изображением Богородицы).

## Происхождение
Изначально в поздневизантийском (начиная с XIV века) богослужении Великой субботы использовался, по-видимому, сравнительно небольшой литургический покров — «возду́х», не имевший в ходе предпасхальной службы самостоятельной функции (им покрывалось Евангелие во время «входа с Евангелием» на утрене). С течением времени, однако, этот покров превратился в самостоятельный богослужебный предмет, роль которого в богослужении Страстной седмицы значительно увеличилась. Появились особые возду́хи, предназначенные для богослужения Великой субботы, хотя довольно долго их вынос совершался во время того же входа на утрене. После него плащаницу возлагали на престол, где она оставалась в течение послепасхального периода (сначала на протяжении Светлой седмицы, затем — вплоть до отдания Пасхи). Сам термин «плащаница» в этом контексте начинает употребляться в русских богослужебных книгах с конца XVI века.
Дальнейшее развитие обрядов, связанных с плащаницей, происходило прежде всего в соборах и монастырях. Требования Устава, действующего в русской церкви и по сей день, сохраняли изложенный выше порядок (плащаница выносится из алтаря на утрене Великой субботы), однако в действительности священнодействия с плащаницей все более усложнялись. На практику русской церкви в этом отношении оказывала влияние практика восточных православных церквей (на которую, в свою очередь, могли влиять католические богослужебные традиции). Плащаница постепенно приобрела ту же роль, которую в других случаях имеет икона того или иного праздника. Её стали выносить из алтаря не в конце утрени Великой субботы, а ранее, причём размещали её посреди храма (или перед царскими вратами) для поклонения и целования.

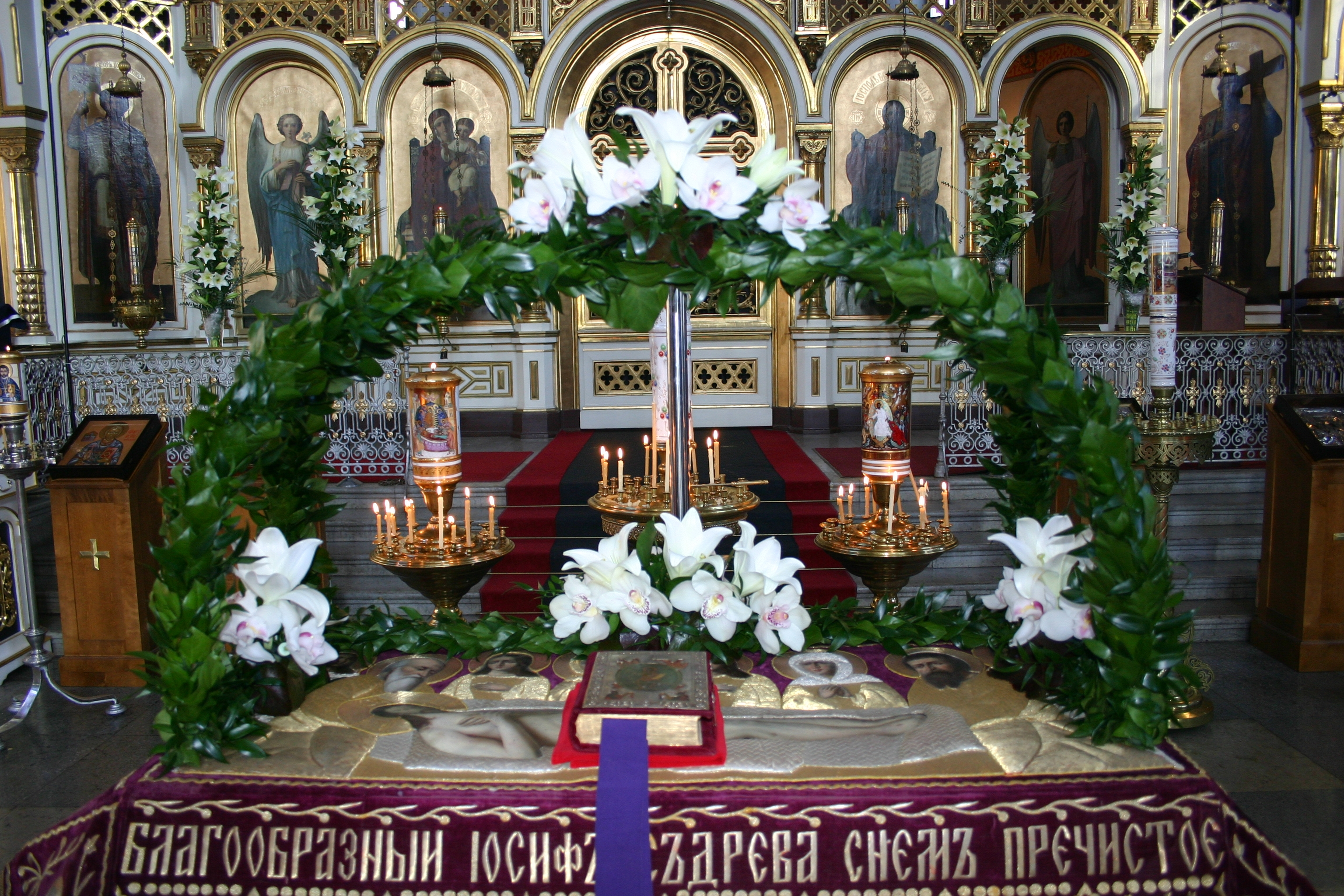
Плащаница, положенная на «гробнице»

Ещё в конце XIX века, по наблюдениям А. А. Дмитриевского, в России существовали разные традиции выноса плащаницы. В некоторых местах (включая Успенский собор Московского Кремля) вынос и положение плащаницы на символическом «гробе Господнем» совершались вне богослужения, перед вечерней Великой пятницы. Однако общепринятой стала практика, совпадающая с обыкновением церквей православного Востока: плащаница выносится в конце вечерни, во время пения последней стихиры «на стиховне» или (чаще всего) тропарей «Благообразный Иосиф…». Изображая помазание тела мертвого Христа благовониями, плащаницу иногда помазывают ароматическими маслами. Молящиеся совершают перед плащаницей поклонение, целуя раны изображенного на ней мертвого Христа («на целование плащаницы» положено петь стихиру «Приидите, ублажим Иосифа приснопамятнаго…»).

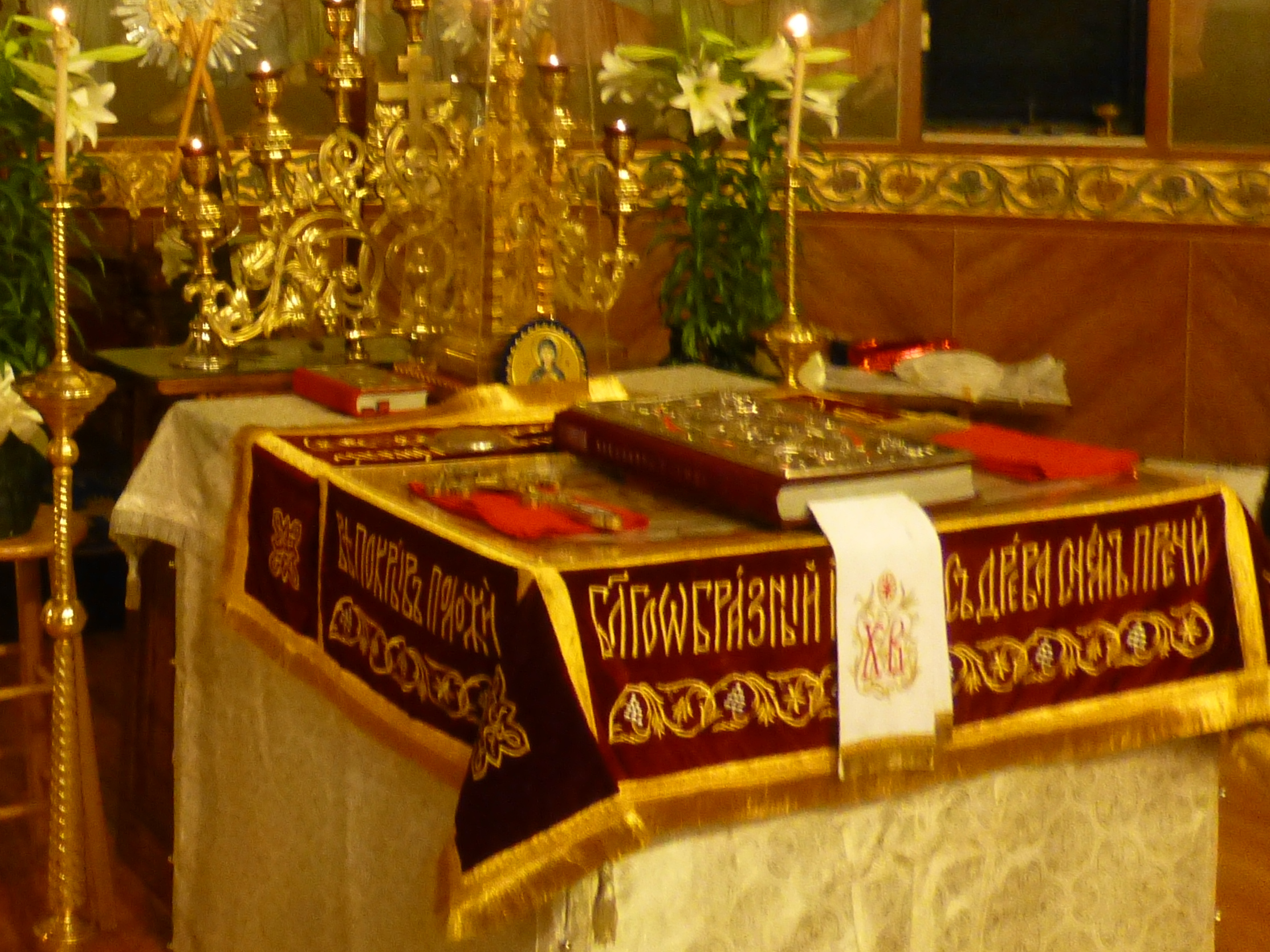
Плащаница на престоле утром Пасхи

На утрене Великой субботы пение (или чтение) надгробных «похвал» совершается перед плащаницей. Во время пения Великого славословия священнослужители совершают каждение плащаницы, затем с пением Трисвятого начинается крестный ход. Плащаницу поднимают и обносят кругом храма (причём под плащаницей, которую несут священники или причетники, идет настоятель храма, держащий в руках Евангелие). Этот крестный ход представляет собой развитие упоминавшегося выше входа с Евангелием на утрене Великой субботы, однако после него плащаница не уносится в алтарь: её подносят к царским вратам и возвращают на её место посреди храма. Там она пребывает до позднего вечера Великой субботы. Непосредственно перед пасхальной заутреней, во время полунощницы, плащаницу уносят в алтарь (обыкновенно во время пения ирмоса «Не рыдай Мене, Мати») и полагают на престол, где она остается до отдания Пасхи. Хотя все эти священнодействия подразумевают наличие в каждом храме только одной плащаницы, сейчас в храмах отдельные плащаницы обычно возлагаются перед началом пасхального богослужения не только на главный престол, но и на престолы в алтарях приделов.
В XIX веке под влиянием поздней иерусалимской традиции в Русской церкви возникает обычай использования в богослужениях праздника Успения плащаницы с изображением Богоматери, ставший в настоящее время практически общепринятым.

## Иконография

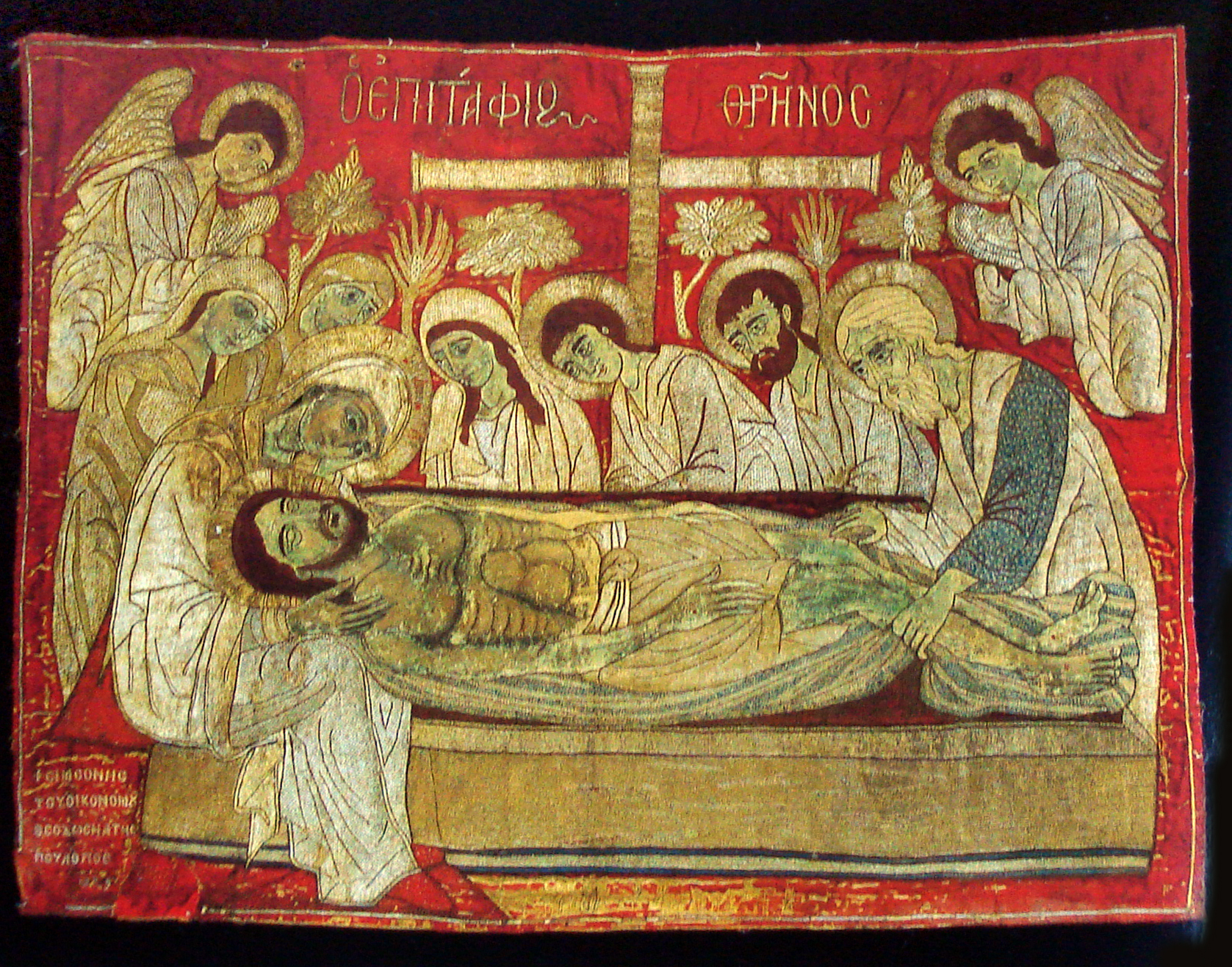
Плащаница (1599 год, музей Бенаки, Афины)

В центральной части композиции плащаницы Иисуса Христа обычно расположено изображение «Положение во гроб» — полностью или частично — одно только тело Христа. Иконография «Положения во гроб» включает в себя гроб с телом Христа, припавшую ко гробу Богородицу, Иоанна Богослова, тайных учеников Христа Иосифа Аримафейского и Никодима, жен-мироносиц.
Икона «Положение во гроб» описывает евангельскую сцену похорон распятого Иисуса Христа, тело которого для погребения его тайный ученик — Иосиф Аримафейский попросил у римского наместника Иудеии Понтия Пилата. Снятое с креста тело обвили пеленами (плащаницею), пропитанную благовониями и положили во гроб, высеченный в скале и привалили к его двери камень. За происходящим наблюдали Мария Магдалина и Мария Иосифова.
Техники, использовавшиеся и используемые для создания плащаниц, весьма разнообразны, хотя при этом остается неизменным использование декоративной тканевой основы: чаще всего это бархат, хотя в дешевых плащаницах фабричного производства используются и менее дорогостоящие ткани, например, драп. Плащаницы XV—XVII веков изготовлялись в технике лицевого шитья. В XVIII—XIX веках чаще использовалась комбинированная техника — сочетание золотного шитья или рельефной аппликации из тканей (в изображениях одежд и погребальных пелен) с живописью (лики, тело Христа). Полностью живописные плащаницы также были распространены. В настоящее время, помимо перечисленных техник, используются изображения, сделанные типографским способом (при массовом производстве).
По периметру плата обычно шьётся (или пишется) золотом текст тропаря Великой субботы: «Благообразный Иосиф с древа снем пречистое тело Твое, плащаницею чистою обвив и вонями (вариант: благоуханьми) во гробе нове покрыв, положи».
На богородичной плащанице изображается только тело усопшей Богоматери. Кайма часто оформляется текстом тропаря Успения: «В рождестве девство сохранила еси, во успении мира не оставила еси, Богородице: преставилася еси к животу, Мати сущи Живота, и молитвами Твоими избавляеши от смерти души наша». В оформлении плащаниц Успения, как правило, господствует голубой цвет, являющийся в русской традиции «богородичным» цветом (точнее, цветом богослужебных облачений для праздников в честь Богоматери).

## Традиции
На середину плащаницы, вместе с малым Евангелием, обычно возлагается небольшой литургический покровец. Однако изредка встречается традиция закрывать покровцом изображенный на плащанице лик Христа — очевидно, в подражание чину священнического погребения, предписывающему закрывать лицо лежащего в гробу священнослужителя возду́хом.
В некоторых местах после крестного хода на утрене Великой субботы (и аналогичного ему крестного хода на службе «погребения Богоматери») несущие плащаницу священнослужители останавливаются, высоко подняв плащаницу, у входа в храм, а следовавшие за ними верующие друг за другом проходят в храм под плащаницей.